# 1985年香港政治制度改革
1985年的香港政制改革是英屬香港政府提出的政制改革，主要內容為於香港立法局进行间接选举。改革建议首先在1984年7月發布的《代議政制綠皮書》中提出，奠定了香港在殖民管治完結前代议政制的基础與發展，其影響延續至1997年香港主權移交后的香港民主運動。

## 背景
早於1980年6月，香港政府發表《地方行政模式綠皮書》，計劃建立新的地方行政制度而徵詢市民意見，當時已經提及計劃推行代議政制。當時一般認為英國已預視中國必定於1997年7月1日收回香港主權而為香港建立具代議成份的政治制度。後來於1981年1月，香港政府發布《地方行政白皮書》，正式進行地方行政改革，包括1982年成立並舉行區議會選舉、1983年市政局議席增加至30席並由直選產生一半議席、1985年成立區域市政局等，但白皮書沒有提及行政局或立法局的改革。 

## 《代議政制綠皮書》
1984年6月，香港政府发表《代議政制綠皮書》，提出了进一步的政制改革。計劃的主要目标是： 
1. 逐步发展代議政制，其权威根植于香港，能够权威地代表香港市民，并直接对香港市民负责；
2. 在香港現有行之有效的制度上建立代議政制，并尽可能維持政府以協商形式制定政策的特色；和
3. 當社會上下同樣有發展代議政制的渴望，改革可以更進一步地實行。

當時綠皮書最主要考慮的方面是立法局及行政局的角色、职能或組成，以及港督在香港的位置。

### 立法局方面
绿皮书建议在1985年和1988年分两个阶段實行立法局非官守議員間接選舉，由市政局議員、于1986年成立的区域市政局的議員、区议会议员、以及功能組別人士所組成的選舉團投票產生。 绿皮书又建议非官守議員的任期应为三年。 此外，随着间接选举产生的非官守議員增加，官守議員及由委任產生的非官守議員的数目應逐步减少。绿皮书又提出應著手研究進行分區或全港單一選區直接選舉的可能性。 

### 行政局方面
绿皮书建议在行政局中引入代議成份，由立法局的非官守議員间接选举出行政局非官守議員。 

### 总督改革方面
绿皮书建议限制港督委任行政局和立法局议员的权力，更建议港督不再担任立法局主席，港督反对行政局意见的權力亦應被取締。 

### 公众咨询
政府隨即就綠皮書的建議進行两个月公众咨询。諮詢期內政府收取了360多份书面意见书。政府官員亦出席多輪諮詢會及會議，接收市民意見，亦进行了多次民意调查，公众总体上赞成绿皮书的建議。区议会，地區管理委員會和互助委员会亦積極發表意見。市政局亦在1984年9月4日至6日的會議中討論綠皮書的內容，随后1984年9月27日作出决议交予政府。立法局的非官守議員亦在在1984年8月2日立法局會議的辩论中对建議进行討論。 

## 白皮书
《代議政制白皮書——代議政制在香港的進一步發展》于1984年11月发布，总结了公众对政制改革建议的回应。政府決定採納由选举團和功能界別人士选出立法局非官守議員的建議，但政府以“綠皮書公众咨询內幾乎沒有意見支持於1985年進一步實行直接選舉”為由沒有計劃進行直選。 
白皮書對行政局的建議比起對立法局的建議較少。没有提议对1985年行玫局产生任何影响。人们普遍接受由当选的主持人代替总督担任立法会议长的想法，但普遍的看法是赞成在未来几年中不对总督的职位做出任何重大改变。 

### 选举团
根据白皮书的提议，选举團將會由区议会，市政局和新成立的区域市政局所有議員组成。选举團将在1985年9月选出12名立法局非官守議員。为了实现更加平衡和充分的代表性，10席由区议會議員選出，每个議席代表大约50万人。余下的两个议席将分別由市政局和区域市政局議員選出。乡议局亦會成為区域市政局的成員，選出區域市政局於立法局的代表議員。 

### 功能界别
在1985年立法局選舉中，政府計劃將會由九個功能界別產生12個非官守議員議席，其中商界、工業界、及勞工界會各產生兩席，其餘6個功能界別將各產生一席。 
《1985年立法局（选举规定）条例草案》于1985年初提交立法局，并在非官守議員的支持下于1985年4月3日获得通过。其后于1985年9月举行了第一次立法局选举。